# Luchthaven Araxos
Luchthaven Araxos (Grieks: Κρατικός Αερολιμένας Αράξου), is een Griekse luchthaven vlak bij Araxos (30 km ten westen van Patras).

## Militaire Interventie Libië
In 2011 besloot België om hulp te bieden aan de Libische opstandelingen die vochten tegen het Qadaffi-regime. Er werden 6 Belgische F-16's gehuisvest op het luchthaven van Araxos.